# Герб на Плевен
Гербът на Плевен е дело на художниците Богомил Николов и проф. Кирил Гогов, който е един от авторите и на герба на Република България.
Гербът на Община Плевен е задължителен елемент на Знамето на Община Плевен, на Официалния печат на Община Плевен, на златната почетна значка на Община Плевен, на почетния знак на Община Плевен, на Почетната грамота на Община Плевен и Грамотата за заслуги към Община Плевен.

## История
Гербът на Община Плевен е създаден през 1985 г. и е утвърден от Държавна комисия за пластични изкуства, председателствана от Дечко Узунов. С Решение № 361/27.11.1997 г. е утвърден от Общински съвет – Плевен.

## Символика
Гербът на Община Плевен представлява пластична композиция от символи – щит от бял метал, завършващ с елемент от крепостна стена с бойници, върху който е вписано графичното изображение на Параклиса мавзолей „Св. Георги Победоносец“ с кръст, изработено от жълт метал.
Елементите, съчетани в герба, символизират многовековното историческо минало като повод за гордост и самочувствие с посланието за приемственост от поколенията.

## Гербът върху шахти
През 2015 г. гербът на Плевен, чийто централен образ е православният храм, на чийто купол е св. Кръст Господен, се появяват върху капаци на шахти за отходни води в Плевен и дори в София. Това предизвиква недоволството на представители на православната църква, които подемат петиция срещу кощунството с поругаването на символите на вярата, в резултат на което мавзолея бива заличен от герба върху капаците.